# Rhynchodontodes curvatula
Rhynchodontodes curvatula là một loài bướm đêm trong họ Erebidae.